# Juvinhac
Juvinhac (en francès Juvignac) és un municipi occità del Llenguadoc, situat al departament de l'Erau i a la regió d'Occitània. L'any 2014 tenia 8.755 habitants.